# Kerstin André
Kerstin Ingela André, född 14 september 1945 i Göteborg, är en svensk jurist.
Kerstin André avlade juris kandidatexamen vid Stockholms universitet 1972, gjorde därefter tingstjänstgöring 1972–1975 och blev fiskal i Göta hovrätt 1975. Hon arbetade som tingsfiskal 1976–1977, sekreterare i Arbetsdomstolen 1977–1979 och kommittésekreterare i Arbetsmarknadsdepartementet 1979–1980, innan hon utnämndes till assessor i Göta hovrätt 1981. Kerstin André tjänstgjorde vid Domstolsverket 1981–1983 och var rättssakkunnig i Civildepartementet 1984–1987. Hon återvände därefter till domstolarna som revisionssekreterare 1987–1990 och utnämndes till hovrättsråd i Svea hovrätt 1990, blev vice ordförande på avdelning i hovrätten 1991 samt utnämndes till hovrättslagman i Svea hovrätt 1993.
Hon valdes av riksdagen den 18 december 1997 till justitieombudsman, med tillträde den 1 mars 1998. JO-ämbetet innehade hon 1998–2010 och hade då ansvar bland annat för tillsynen av förvaltningsdomstolarna, sociala frågor, hälso- och sjukvård, myndigheter under socialdepartementet samt skol- och höskoleväsendet.